# 兄弟拳バイクロッサー
『兄弟拳バイクロッサー』（きょうだいけんバイクロッサー）は、1985年1月10日から同年9月26日まで日本テレビ系（一部地域を除く）で毎週木曜日17時30分 - 18時に全38回（34話 + 再放送4話）が放送された、東映製作の特撮テレビドラマ。

## 概要
前年に放送された『星雲仮面マシンマン』の後続企画。町内などの比較的狭い範囲を舞台に、高校生・大学生の兄弟と子供をいじめる悪の組織との戦いをコメディタッチで描いている。マシンマンと同様に戦隊・宇宙刑事などの東映特撮番組に比べて低予算で制作された一方で、アクションやメカニック要素が前作よりも強化された。
デザインは玩具先行であり、原作としてクレジットされている石ノ森章太郎の関与は、敵キャラクターのデザインやアイキャッチイラスト、主題歌歌詞作成にとどまっている。
作品タイトルである『兄弟拳バイクロッサー』は、「バイ」は2人（倍）、「バイク」に掛けており、「クロッサー」は変身時に両腕をクロスすることから付けられた。これは、石ノ森による命名である。

## ストーリー
数々の悪人たちが探し求めた秘宝・魔神ゴーラの像は子供の泣き声を聞かせるとダイヤモンドを吐き出す力を持っていた。像を手に入れたドクターQは世界征服のための軍資金を得るべく、子供たちをいじめて泣かせようとする。
銀河系の守護神ペガサスは、水野兄弟に超能力とスーパーメカを与え、バイクロッサーに変身して、子供たちをドクターQの魔の手から守るように要請する。
第14話以降、魔神ゴーラの像に代わり悪神ゴーラゾンガーが登場。ドクターQらに命令を下し世界征服のための活動を始める。

## 登場人物

### バイクロッサー
海蛇座第III銀河星団の守護神ペガサスによって選ばれた兄弟戦士。
水野 拳（） / バイクロッサー・ケン
兄。1965年1月1日午前1時1分生まれ（20歳）の明和大学工学部に通う大学生。趣味はプラモデル作り。愛車はスズキ・GS250FW。
変身後は手技を得意とする。
- 企画当初は「バイクロッサー・キン / 水野金太郎」という名前だった。

水野 銀次郎（） / バイクロッサー・ギン
弟。1968年2月2日午前2時2分生まれ（16 - 17歳）の高校生。趣味はコンピュータ。愛車はスズキ・RG250Γ。
変身後は足技を得意とする。

## バイクロッサーの装備・戦力
クロススーツ
水野兄弟が着用する強化服。異次元空間に通ずる自室の洋服ダンスを通り抜け、装着することで変身する。
ボディは、ケンは赤色、ギンは青色である。
- 頭部はヘルメットを被ったようなデザインとなっており、撮影用スーツのマスクは頭囲が前後に長く、顔部分は小さく造形されている。このような形状でもバランスが崩れていないことから、バンダイに所属していた野中剛は、造形を担当したレインボー造型企画の小松義人が手掛けたマスクの中で驚嘆したものとして挙げている。
- バイクロッサー・ケンのスーツアクターを務めた村上潤は、プロテクターを装着するのに手間がかかったことを証言している。

ディメンジョン・アイ
両眼が光り、通常は見えない物体などが見えるようになる。透視能力は変身前でも使用可能。兄弟共通の能力だがケンが使用するケースがほとんどで、ギンが使用したのは第17話のみ。

### バイクロッサー・ケン
クロスブレード
鋭い長剣。普段はクロスホルダー（腰のホルスター）に収められており、使用時に一瞬で刃が伸びる。斬撃の際に刀身を青白く発光させることも可能。最終決戦でのブライゾンガーとの戦いで折れてしまうが、ブライゾンガーが倒され兄弟の超能力が消失した後、折れて地面に突き刺さった刀身が元の剣の状態に復元、といった描写がみられた。

バスタークロス
クロスホルダーに収められている専用レーザーガン。第17話ではギンがケンから借りて使用したこともある。最終決戦ではフルパワーで発射し、それまでの武器や技が利かなかったブライゾンガーにダメージを与えている。

ケン・フリスビー
黄色いコイン状の爆弾でクロスホルダーに5枚収められている。軌道を操ることもできる。

ケン・クラッシャー
ガンメタリックカラーの円盤状小型爆弾。「BOMB!」のロゴマークが入っている。ケン・フリスビーと明確な区別がなされていなかった。第33話では地面に設置し敵が踏んだ瞬間に爆発、といった地雷のような使用方法も見られた。

ディメンジョン・サーチャー
頭部左側のアンテナを伸ばし、隠れている敵や特殊な電波などを探知する。

### バイクロッサー・ギン
スリングフラッシャー
ゴムパチンコのような形状の光弾銃。使用頻度は最も高かった。

クロスシューター
ギンの手に内蔵されている2連装円盤速射砲。折りたたみ式の照準装置が付いており精密射撃に向いている。照準装置は姿を消した敵や人間に化けた敵を見破ることも可能。内蔵武器のため、ヒャクメガンの磁石に引き寄せられなかった。

### 登場マシン
母艦スターコア
異次元空間にある、バイクロッサーの母船。水野兄弟がバイクロッサーに変身することで搭乗可能。ケンローダーとギンクロンを格納している。

ケンローダー
ケンが搭乗する、空飛ぶ車。地上走行モードから飛行モードに変形する。飛行速度はマッハ5。後部にギンクロンを格納しており、緊急発進させる。両翼に2門のビーム砲ケンビームを装備。第28話ではデスター・ロボに操られる人々を開放するために妨害電波を放射した。

ギンクロン
ギンが搭乗するスーパーバイク。最高時速400kmで走行する。ギンの上半身部分がフードに覆われることで空中飛行も可能で、飛行速度はマッハ1。ヘッドライトから必殺技・ブレーザーカノンを発射する。

### 合体技
ブレーザーカノン（ブレーザーカノン砲）
バイクロッサーの必殺技。ギンの乗ったギンクロンをケンが肩に担ぎ、ギンの「ブレーザーカノン砲、発射準備完了！」の発声とともにケンが敵に照準を合わせ、「OK!」と叫び、2人で「シューティング!」と叫んでギンクロンのヘッドライトから必殺の波動光線を発射する。太陽光がエネルギー。エネルギーの充填に時間がかかるために連射できず、最終話ではゴーラゾンガーにその弱点を突かれた。光線の形状と色は、初期は幅広で稲妻状のオレンジ、後期はシャープな直線でブルーで、最終話では両方の色が交互に使用された。
- オープニングの歌詞では「ブレーザーカノン 波動砲」と歌われる。
- ブレーザーカノンの撮影は、ギンクロンを太い鉄棒で固定し、この鉄棒が映らないようにカメラ位置を工夫して撮られた。また、第7話以降に挿入される屋外での場面では、クレーンで吊って撮影された。
- 企画段階では、ギンクロンはケンローダーと合体するという設定であったが、バンダイの村上克司がこれをリテイクし、完成作品でのブレーザーカノンとなった。この案に対して周囲は驚いていたといい、村上は撮影現場でもどうやって担ぐのか問われ説明していたと述懐している。

クロスアタック
2人が腕を組み、敵の喉元にラリアットをくらわす。

クロスハリケーン
ケンがギンを放り上げ、ギンが空中回転して竜巻を起こす。

クロスボンバー
ギンがケンの右肩を踏み台にしてジャンプし、敵にパンチをくらわす。高所から落下するギンをケンが受け止めた後に放つバージョンや、ギンがギンクロンの座席から飛び上がり放つバージョンもある。

クロスパワー
ケンのクロスブレードにギンがスリングフラッシャーを照射してエネルギーを充填し、2人でクロスブレードを持ち、襲ってくる敵を斬る。第15話でカッチュウナイトの黄金魔剣を破った。

隠烈剛（）
ギンがケンの背後に隠れ、一体となって敵の目を惑わせて、ギンがケンを飛び越えてキックする。第15話でカッチュウナイト、第33話でコブラミサイルに使用。

光射眩（）
ケンがクロスブレードに太陽の光を反射させて敵の目を眩ませ、ギンがジャンプキックをくらわす。第16話でシルビアとリタに使用。

潜布身（）
ギンがケンの後ろからスリングフラッシャーを地面に撃ち込み、その隙に地面と同色の布で地面に同化し、隙を突いて2人で敵にキックする。第18話でシルビアとリタに使用。

爆勢斬（）
敵が投げた爆弾の爆風を利用して2人が高くジャンプし、ギンがケンの背中をキックして、ケンがそのまま敵に突っ込んで敵の武器をクロスブレードで一刀両断する。第19話でリモギラーの杖を破壊した。

潜水身（）
敵の攻撃で水柱を上げさせ、その隙にケンとギンが水中に潜り、敵の後ろに回り込んでキックをくらわす。敵とバイクロッサーの間に水が無いと使えない。第20話でフォーカスマンに使用。

反射光（）
ケンが敵の後ろに回ってクロスブレードをかざし、ギンがそれにスリングフラッシャーを反射させて後ろから敵の弱点を攻撃する。第23話でグリーンダーに使用。

風塵烈（）
ギンがパンチで岩を砕き、ケンがクロスブレードでそれを砂塵にして、風下にいる敵の目を眩ませてから攻撃する。第24話でイヤゴーに使用。

挟蹴旋（）
ケンとギンが戦闘員ブラックマンを挟んでジャンプし、敵の攻撃する数秒の間にブラックマンを蹴って敵を怯ませ、敵の発射口を塞ぐ。第25話で石化ガスを使うベンキョーダーに使用。

爆激潜（）
2人が敵の投げた爆弾を武器で爆破し、その爆煙に隠れて攻撃する。第28話でコブリオンに使用。

飛跳烈（）
ギンが敵に突進しながらケンがジャンプし、ギンのスリングフラッシャーで敵の武器を跳ね飛ばし、ケンが空中で受けて投げ返す。心の通い合った兄弟でなければできない技。第29話でヘラクレス兄弟に使用。

念動力
2人が腕を組み、互いの精神を集中させることで物理的な力を出す。第14話で使用。

## デスター
ドクターQを首領とする秘密組織。奥多摩の地底から発掘した魔神ゴーラの像に良質なダイヤモンドを吐き出させるべく、子供たちを泣かせる作戦を次々に遂行する。一見すれば貧相でスケールが小さい組織だが、時には子どもや目撃者（主にあけみ）の殺害計画など凶悪な作戦も立て、目的の本質もダイヤを多く得ることによる自己満足と資金獲得にある。第15話でゴーラゾンガーが降臨してからは目的を「世界征服」に切り替えるが、あい変わらず回りくどい手口が多い。
第33話でバイクロッサーの正体を知り、彼らが基地である大型船に近づいていることを知ると、基地に爆弾を仕掛けて抹殺しようとした。しかし彼らは裏をかいて海底から襲って来たために基地は自滅。Qたちは爆発に巻き込まれたかと思われたが命からがら脱出し、海外沿いの砂漠から逃亡してしまった。事実上の最終回である第34話では、回想シーンにのみ登場。
ドクターQ
悪の天才科学者にして、デスターの首領。だが本人はドンと呼ばれないと気が済まないという妙なこだわりを持っている。悪の世界ではその名を知られたダイヤコレクターにして強欲極まりなく、手に入れたダイヤは全て己のコレクションにする。ゴーラの像を手に入れてからも「ここまで見事なものは出せない」と思って名だたるダイヤを狙ったこともあった。第17話からゴーラゾンガー製作の高知能ヘルメットを着用するが、性格は変わらなかった。

シルビア
デスター幹部。常に黒いコスチュームを着ている。Qの忠実な右腕として作戦を実行する。回りくどさこそあるものの作戦そのものは的確だったが、リタの登場以降は彼女に足を引っ張られ、失敗させられることが多くなってしまう。

リタ
第14話から登場するQの孫娘。デスターの新幹部として着任するが、それ以前はアメリカのマフィアの元に留学しあらゆる犯罪の手口を学んでいた。とにかく甘やかされて育ったゆえにQを「お爺ちゃま」と呼ぶが、当の本人からは「ドンと呼びなさい！」と毎回怒られる。シルビアを嫌って対立しており、彼女から手柄を横取りしようとするため、結果的に作戦を失敗させることが多い。
剣術を使った戦闘が得意で、一振りでサーベルに変わるスカーフを首に巻いている。

ブラックマン
デスターの下級戦闘員で、ドクターQに造られたアンドロイド。その名の通り、常に黒いジャケットと黒いソフト帽を身に付けている。集団で街に繰り出して子供たちを泣かせ、その泣き声を集音マイクで集める。頭頂部に銃が仕込まれておりソフト帽を脱いで発射できる。秘密隠蔽のために自爆する仕掛けがある。第1話ではブラックマンのオートバイ部隊が登場し、水野兄弟を襲撃した。

デスター・ロボ
デスターの最大戦力である、怪人ロボット。大別して2種類あり、第1 - 14話まではドクターQが設計製作した物だったが、第15話以降はゴーラゾンガーが設計し、Qが製作する強化版となった（強化版は装甲とパワーが強化）。なおどちらもボディは共通で、毎回頭部（固体によっては腕や足も）が異なる。また作戦実行の際に人間態に変身する者もいる。

### デスターの支援者
魔神ゴーラ
海蛇座第III銀河星団から地球に現れた魔神。単眼の鬼のような姿をした奇怪な像に潜んでおり、子供の泣き声を聞かせるとダイヤモンドを口から吐き出す。過去さまざまな独裁者による内紛や戦争、抗争やクーデター、流血の惨事に関わってきたとされ、多くの悪人たちが探し求めていた存在。ただ、このダイヤは作戦が失敗すると瞬時に石ころや砂と化すため、その度にQらを失望させる。
第13話でダイヤを吐き出さなくなったばかりか、第14話にて像に宿る魂がリタに憑依してQを叱責したため、それに激昂したQに捨てられるが、今度はあけみに憑依してバイクロッサーに挑戦する。最後は像の自爆ボタンを押してバイクロッサーを倒そうとするも、寸前で脱出され失敗。像の爆発と同時に魂となって母星に帰った。

悪神ゴーラゾンガー
ゴーラに代わって登場した魔神。その正体は、かつて海蛇座第III銀河星団によって作られた、邪悪な意思を持つコンピューターであり、今まで第III銀河星団をはじめ、幾多の惑星を滅ぼした「惑星キラー」の異名を持つ。ドクターQの最終目標である世界征服に手を貸そうとして、事実上デスターの主導権を握ってしまう。作戦をめぐってQと対立することが多い。失敗続きのドクターQに業を煮やし、弟のコブラミサイルを呼び寄せ、バイクロッサーの正体を暴くことには成功するも敗北。最終的にはデスターを見限り、自ら宇宙最強の戦闘ロボブライゾンガーに変身。バイクロッサーのメカのエネルギーを消耗させて必殺技を封じることに成功するも、ペガサスの与えたエネルギーで復活したブレーザーカノン砲で撃破された。

## キャスト
- 水野拳 / バイクロッサー・ケン - 金子哲
- 水野銀次郎 / バイクロッサー・ギン - 土家歩
- 竹田あけみ - 沢近恵子
- 水野勝子 - 中真千子（第1 - 14話）
- 竹田大吉 - 相馬剛三
- 杉原勇 - 那知武敏
- 山下雄一 - 亀山浩樹（第1 - 21話）
- 田村圭介 - 値賀忠士
- 木下美樹 - 山岸晃子
- 松山文夫 - 中島義実
- 青木誠 - 萩生田善道（第21 - 34話）
- ドクターQ - 潮健児 → 潮建磁（第13話より改名）
- シルビア - 高橋みどり
- リタ - 羽田圭子（第14話 - ）
- 明和大学の教授 - 平野稔（第3、15、23、28話）
- 水野幸介 - 野村昇史（第1、5話）

### 声の出演
- 守護神ペガサス - 瀬能礼子（第1、34話）
- 魔神ゴーラ - 仁内達之（第14話）
- 悪神ゴーラゾンガー - 沢りつお（第14話 - ）
- ナレーター - 小林修

### スーツアクター
ケン役の村上潤は、本作品をもってスーツアクターとしては引退し、アクション監督へ転向した。村上は、プレーヤーとしての自身の色は出し切ったと述べている。
- バイクロッサー・ケン[出典 3] - 村上潤
- バイクロッサー・ギン[16][10] - 後閑常光

## スタッフ
- 原作 - 石森章太郎
- 連載 - てれびくん、テレビランド、テレビマガジン
- 脚本 - 高久進、麻尾るみこ、鷺山京子、杉村のぼる、佐藤しげる、永井達郎
- 音楽 - 菊池俊輔
- アクション監督 - 横山稔（ジャパン・アクション・クラブ）
- 監督 - 小笠原猛、東條昭平、奥中惇夫
- 撮影 - 松村文雄
- 照明 - 国本正義
- 美術 - 河村寅次郎、井上明
- 録音 - 長井幹夫
- 編集 - 菅野順吉
- 選曲 - 村田好次
- 効果 - 大泉音映
- 記録 - 安倍伸子
- 進行主任 - 塚本幸雄
- 助監督 - 伊藤寿浩
- 計測 - 川合俊二
- スタントチーム - 武士レーシング
- 現像 - 東映化学
- 装置 - 東映美術センター
- 装飾 - 大晃商会
- 衣裳 - 鷹志衣裳
- 美粧 - サン・メイク
- 操演 - 尾上克郎
- 企画協力 - 石森プロ
- 資料担当 - 青柳誠
- 合成 - チャンネル16
- 視覚効果 - デン・フィルム・エフェクト
- キャラクター制作 - レインボー造型企画
- 車輌協力 - スズキ自動車
- 広報 - 岡本行生（日本テレビ）
- 制作担当 - 生田篤、市倉正男
- （株）特撮研究所
  - 操演 - 鈴木昶、白熊栄次
  - 撮影 - 高橋政千
  - 照明 - 加藤純弘
  - 美術 - 藤田泰男
- 特撮監督 - 矢島信男
- プロデューサー - 阿部征司（東映）、堀越徹（日本テレビ）
- 制作 - 東映

### ノンクレジット
- 広告代理店 - 読売広告社[注釈 3]

## 音楽
放送当時に主題歌・挿入歌・サントラ盤のEPレコードおよびLPレコードが、徳間ジャパンのアニメージュレーベルより発売された。
歌曲は徳間ジャパンおよび日本コロムビアのオムニバス盤でCD化されているが、劇伴については未CD化。
オープニングテーマ「たたかえ！バイクロッサー」
作詞 - 石森章太郎 / 作曲 - 菊池俊輔 / 編曲 - 馬飼野康二 / 歌 - 高橋元太郎
第1 - 4、6 - 10、13 - 21、23、24、26、28、34話では挿入歌として使用された。

エンディングテーマ「その名も兄弟拳バイクロッサー」
作詞 - 八手三郎 / 作曲 - 菊池俊輔 / 編曲 - 馬飼野康二 / 歌 - 高橋元太郎
第2、4 - 9、11 - 14、17 - 25、27 - 30、32 - 34話では挿入歌として使用された。

挿入歌
「おれとおまえはバイクロッサー」（第18、20、21、25、26、28、31 - 33話）
作詞 - 石森章太郎 / 作曲 - 菊池俊輔 / 編曲 - 川上了 / 歌 - 藤原誠
「ゴーゴー！ケンローダー」（第16、22、25、27、29、31 - 33話）
作詞 - 八手三郎 / 作曲 - 馬飼野康二 / 編曲 - 川上了 / 歌 - 藤原誠

## 放送リスト
| 放送日  | 話数 | サブタイトル         | 登場怪人、ほか                                                              | 脚本            | 監督     |
| ------- | ---- | -------------------- | --------------------------------------------------------------------------- | --------------- | -------- |
| 1月10日 | 1    | 嵐を呼ぶ兄弟戦士     | - オニガン（声 - 山下啓介）                                                 | 高久進          | 小笠原猛 |
| 1月17日 | 2    | ダイヤを好む帝王     | - ジェロニモ（声 - 八代駿）                                                 | 高久進          | 小笠原猛 |
| 1月24日 | 3    | お化け空缶珍騒動     | - ベトベトマン（声 - 池水通洋、人間態 - 団巌）                              | 高久進          | 東條昭平 |
| 1月31日 | 4    | 弱虫少年の超能力     | - キバキラー（声 - 仁内達之、人間態 - 増田再起）                            | 高久進          | 東條昭平 |
| 2月7日  | 5    | 急げ！父が危ない     | - オオテング（声 - 沢りつお）                                               | 高久進          | 奥中惇夫 |
| 2月14日 | 6    | おもちゃになった子猫 | - ブラインダー（声 - 山下啓介）                                             | 高久進          | 奥中惇夫 |
| 2月21日 | 7    | 限りある命の戦い     | - マグナム（声 - 村越伊知郎、人間態 - 伊藤久二康）                          | 高久進          | 東條昭平 |
| 2月28日 | 8    | お菓子 SOS!!         | - ドラクロス（声、人間態 - 冷水良信）                                       | 麻尾るみこ      | 東條昭平 |
| 3月7日  | 9    | ビデオの中の死神     | - オカルダー（声 - 永井寛孝）                                               | 高久進          | 奥中惇夫 |
| 3月14日 | 10   | シルビア街を行く     | - タンクボンブ（声 - 八代駿）                                               | 高久進          | 奥中惇夫 |
| 3月21日 | 11   | 兄を忘れた弟         | - トゲバラ（声 - 伊沢弘、人間態 - 伍堂清彦）                                | 鷺山京子        | 東條昭平 |
| 3月28日 | 12   | ああ兄弟女難の日     | - バトラー（声 - 槐柳二、人間態 - 徳田雅之）                                | 麻尾るみこ      | 東條昭平 |
| 4月4日  | 13   | 兄さん俺を撃て！     | - スプレーゴン（声 - 山本精二、人間態 - 大館光信）                          | 高久進          | 奥中惇夫 |
| 4月11日 | 14   | 魔神ゴーラの反乱     | - ボルダー（声 - 後藤敦） - カッチュウナイト                                | 高久進          | 奥中惇夫 |
| 4月18日 | 15   | 悪神ゴーラゾンガー   | - カッチュウナイト（声 - 永井寛孝）                                         | 高久進          | 東條昭平 |
| 4月25日 | 16   | 赤ちゃんにするぞ     | - ロビンダー（声 - 村越伊知郎、人間態 - 黒岩幻城）                          | 杉村のぼる      | 東條昭平 |
| 5月2日  | 17   | カレーにご用心！     | - コックラー（声 - 山下啓介、人間態 - 水橋和夫）                            | 杉村のぼる      | 奥中惇夫 |
| 5月9日  | 18   | あけみ神様になる     | - ゲンシダー（声 - 峰恵研、人間態 - 前原実）                                | 鷺山京子        | 奥中惇夫 |
| 5月16日 | 19   | ランドセルの爆弾     | - リモギラー（声 - 仁内達之、人間態 - 佐藤光一）                            | 高久進          | 東條昭平 |
| 5月23日 | 20   | にせもの大騒動！     | - フォーカスマン（声 - 八代駿、人間態 - 川島一平）                          | 佐藤しげる      | 東條昭平 |
| 5月30日 | 21   | おへそを取るぞ！     | - カミナリオン（声 - 永井寛孝、人間態 - 清水照夫）                          | 杉村のぼる      | 奥中惇夫 |
| 6月6日  | 22   | 最強のタイムロボ     | - タイムラー（声 - 林一夫、人間態 - 辻井啓嗣）                              | 高久進 永井達郎 | 奥中惇夫 |
| 6月13日 | 23   | 人を食う毒花！       | - グリーンダー（声 - 山下啓介、人間態 - 佐々森勇二） - 食肉植物ドラキューレ | 佐藤しげる      | 東條昭平 |
| 6月20日 | 24   | 心を読むイヤホン     | - イヤゴー（声 - 山崎哲也）                                                 | 鷺山京子        | 東條昭平 |
| 6月27日 | 25   | 魔のデスター学校     | - ベンキョーダー（声 - 村越伊知郎）                                         | 麻尾るみこ      | 東條昭平 |
| 7月4日  | 26   | とんだ宝探し！       | - ヒャクメガン（声 - 八代駿）                                               | 高久進          | 奥中惇夫 |
| 7月11日 | 27   | 善人になったドン     | - イシャーゴン（声 - 仁内建之、人間態 - 永田博丈）                          | 杉村のぼる      | 奥中惇夫 |
| 7月18日 | 28   | コブ取り大騒動！     | - コブリオン（声 - 山下啓介、人間態 - 小瀬朗）                              | 佐藤しげる      | 東條昭平 |
| 7月25日 | 29   | 死闘対決兄弟ロボ     | - ヘラクレスI（声 - 山本精二） - ヘラクレスII（声 - 山崎哲也）              | 高久進          | 東條昭平 |
| 8月1日  | 30   | ロボット少女の罠     | - シシキバラー（声 - 村越伊知郎）                                           | 麻尾るみこ      | 奥中惇夫 |
| 8月8日  | 31   | 銀ちゃん結婚して     | - フデバコン（声 - 八代駿）                                                 | 杉村のぼる      | 奥中惇夫 |
| 8月15日 | 32   | 孫悟空は悪魔の子     | - リングゴクウ（声 - 池水通洋、人間態 - 星光）                              | 高久進 永井達郎 | 奥中惇夫 |
| 8月22日 | 33   | デスターの最後!?     | - コブラミサイル（声 - 山下啓介）                                           | 高久進          | 東條昭平 |
| 8月29日 | 34   | 無敵の必殺拳!!       | - ブライゾンガー（声 - 沢りつお、人間態 - 平松慎吾）                        | 高久進          | 東條昭平 |
| 9月5日  | 35   | お菓子SOS!!          | （8話の再放送）                                                             |                 |          |
| 9月12日 | 36   | 赤ちゃんにするぞ     | （16話の再放送）                                                            |                 |          |
| 9月19日 | 37   | にせもの大騒動！     | （20話の再放送）                                                            |                 |          |
| 9月26日 | 38   | 無敵の必殺拳!!       | （34話の再放送）                                                            |                 |          |

第35 - 38話の「さよなら特集（再放送）」4回分のOP・EDタイトルは、奥中惇夫の演出による新規撮影のミニドラマに差し替えられている。また、次回予告も、金子、土家、沢近のレギュラー出演者3人による新録音となっていた（映像は変更なし）。

## 映像ソフト化
- 2007年11月21日から2008年1月21日にかけて国内で初ソフト化となるDVDが東映ビデオより発売された。全3巻の各2枚組で各巻11話（Vol.3のみ12話）収録。「さよなら特集」は未収録。これはYouTubeなどネット配信の際にもこれに準じた措置が取られている。
- 2008年7月21日発売の「石ノ森章太郎 生誕70周年 DVD-BOX」にテレビシリーズの第1話が収録されている。
- 1990年代には韓国で「フラッシュマンシリーズ」の1本として、『兄弟戦士エースマン』のタイトルでビデオが発売されている。

## 放送局
- 日本テレビ（キー局）：木曜 17:30 - 18:00
- 札幌テレビ：月曜 17:00 - 17:30（1985年1月21日から同年10月14日まで）[20]
- 山形放送：月曜 16:30 - 17:00[21]
- ミヤギテレビ：木曜 17:00 - 17:30（1985年4月18日まで）→ 金曜 17:30 - 18:00（1985年5月3日から）[注釈 6][22]
- 福島中央テレビ：水曜 17:00 - 17:30（第8話まで） → 木曜 17:00 - 17:30（第9話から）[23]
- テレビ新潟：火曜 17:30 - 18:00
- 山梨放送
- テレビ信州
- 静岡第一テレビ：土曜 7:00 - 7:30
- 中京テレビ：土曜 6:00 - 6:30 → 木曜 17:00 - 17:30
- よみうりテレビ：土曜 7:00 - 7:30 → 日曜 7:00 - 7:30
- 広島テレビ：金曜 17:30 - 18:00
- 山口放送：金曜 17:00 - 17:30
- 西日本放送
- 福岡放送：金曜 17:00 - 17:30
- くまもと県民テレビ

## CS放送・ネット配信
CS放送
- 東映チャンネル：2002年7月 - 11月、2015年1月 - 5月、2017年1月 - 5月 （いずれも「石ノ森章太郎劇場」枠）

ネット配信
- 東映特撮 YouTube Official：2014年12月10日 - 4月8日、2018年8月1日 - 11月28日

## その他
- 第11話以降、同じ石ノ森原作による兄弟ヒーロー作品『宇宙鉄人キョーダイン』から、一部音楽の流用が行われた。
- 第12話には、『ゴジラ』（1984年版）のポスターが映り込んでいる[24]。
- 『仮面ライダーBLACK RX』放映当時、東映の撮影所の屋外駐車場の片隅には錆だらけのギンクロンが無造作に捨ててあった[25][信頼性要検証]。
- 2010年3月発売の「レンジャーズストライク クロスギャザー」の第4弾に、本作品が収録。
- 2013年3月13日放送の『マツコ&有吉の怒り新党』の新・3大○○調査会では、「兄弟拳バイクロッサーの大人げない敵組織」と題してデスターを中心とした内容や平均視聴率が4.9%であることが紹介された。